# Блеквотер (Міссурі)
Блеквотер (англ. Blackwater) — місто (англ. city) в США, в окрузі Купер штату Міссурі. Населення — 170 осіб (2020).

## Географія
Блеквотер розташований за координатами 38°58′45″ пн. ш. 92°59′31″ зх. д. / 38.97917° пн. ш. 92.99194° зх. д. (38.979195, -92.991967).  За даними Бюро перепису населення США в 2010 році місто мало площу 0,85 км², уся площа — суходіл.

## Демографія
Згідно з переписом 2010 року, у місті мешкали 162 особи в 64 домогосподарствах у складі 45 родин. Густота населення становила 191 особа/км².  Було 87 помешкань (103/км²).
Расовий склад населення:
| - 95,1 % — білих - 1,9 % — чорних або афроамериканців - 0,6 % — корінних американців |

До двох чи більше рас належало 2,5 %. Частка іспаномовних становила 1,9 % від усіх жителів.
За віковим діапазоном населення розподілялося таким чином: 25,3 % — особи молодші 18 років, 59,9 % — особи у віці 18—64 років, 14,8 % — особи у віці 65 років та старші. Медіана віку мешканця становила 38,3 року. На 100 осіб жіночої статі у місті припадало 92,9 чоловіків;  на 100 жінок у віці від 18 років та старших — 98,4 чоловіків також старших 18 років.
Середній дохід на одне домашнє господарство  становив 39 382 долари США (медіана — 30 625), а середній дохід на одну сім'ю — 45 314 долари (медіана — 38 750). Медіана доходів становила 35 000 доларів для чоловіків та 31 250 доларів для жінок. За межею бідності перебувало 36,4 % осіб, у тому числі 52,0 % дітей у віці до 18 років та 18,2 % осіб у віці 65 років та старших.
Цивільне працевлаштоване населення становило 47 осіб. Основні галузі зайнятості: транспорт — 27,7 %, освіта, охорона здоров'я та соціальна допомога — 23,4 %, виробництво — 10,6 %, роздрібна торгівля — 8,5 %.